# The Sims (konsolspel)
The Sims är ett TV-spel till PlayStation 2, Xbox och GameCube. Det släpptes 2003 och är baserat på det bästsäljande datorspelet The Sims.